# Piotr Łuczkiewicz (archeolog)
Piotr Łuczkiewicz (ur. 1969) – polski archeolog, dr hab., profesor nadzwyczajny i dyrektor Instytutu Archeologii Wydziału Humanistycznego Uniwersytetu Marii Curie-Skłodowskiej.

## Życiorys
17 grudnia 2004 obronił pracę doktorską Uzbrojenie ludności ziem Polski w młodszym okresie przedrzymskim, następnie uzyskał stopień doktora habilitowanego. Został zatrudniony na stanowisku profesora nadzwyczajnego i dyrektora w Instytucie Archeologii na Wydziale Humanistycznym Uniwersytetu Marii Curie-Skłodowskiej.

## Publikacje
- 1999: Osada kultury przeworskiej z młodszego okresu przedrzymskiego w Sobieszynie, stan. 14, pow. Ryki, woj. lubelskie[1]
- 2005: Osada kultury przeworskiej z młodszego okresu przedrzymskiego i okresu rzymskiego w Sobieszynie, stan. 14, pow. Ryki : sprawozdanie z badań prowadzonych w 2001 i 2002 r.[1]
- 2006: Uzbrojenie ludności ziem Polski w młodszym okresie przedrzymskim[1]
- 2017: Unikatowa szpila ze Spiczyna koło Lublina = Eine aussergewöhnliche aus Spiczyn bei Lublin[1]